# Prionolabis hospes
Prionolabis hospes là một loài ruồi trong họ Limoniidae. Chúng phân bố ở miền Cổ bắc.